# Elymnias nigrescens
Elymnias nigrescens är en fjärilsart som beskrevs av Butler 1871. Elymnias nigrescens ingår i släktet Elymnias och familjen praktfjärilar. Inga underarter finns listade i Catalogue of Life.